# Emil Huschke

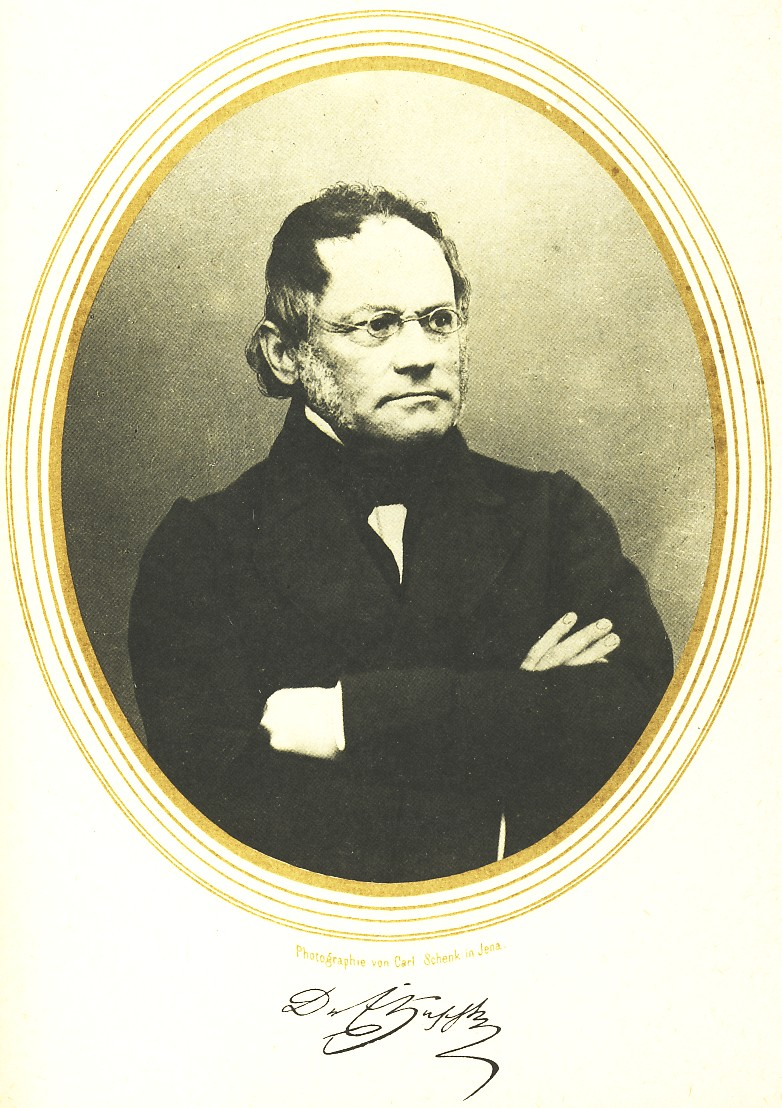
Emil Huschke auf einer Fotografie von Carl Schenk um 1858

Emil Huschke (* 14. Dezember 1797 in Weimar; † 19. Juni 1858 in Jena) war ein deutscher Anatom, Zoologe und Embryologe.

## Leben
Huschkes Vater Wilhelm Ernst Christian (1760–1828) war Geheimer Hofrat und Leibarzt in Weimar und Hausarzt von Goethe, Herder und Wieland, behandelte auch Schiller. Sohn Emil besuchte ab 1811 das Wilhelm-Ernst-Gymnasium in Weimar und studierte von 1814 bis 1818 Medizin an der Universität Jena. Als Student nahm er am Wartburgfest von 1817 teil und wurde Mitglied der Urburschenschaft.
Sein Studium schloss er 1818 mit der Promotion über die Entwicklung der Respirationsorgane und der Schwimmblase ab. Er studierte anschließend in Berlin und 1819 in Wien weiter und erhielt 1820 die Vorlesungserlaubnis in Jena. Am 28. Juli 1821 habilitierte er sich mit einer Arbeit über Mimik und Physiognomie und arbeitete anschließend als Privatdozent.
Er wurde 1823 außerordentlicher, 1826 ordentlicher Honorarprofessor und außerordentlicher Beisitzer in der Medizinischen Fakultät. Im Jahr 1829 wurde er in den Senat eingeführt. Im Jahr 1838 wurde Huschke ordentlicher Professor für Anatomie und Physiologie sowie Direktor des Anatomischen Instituts und des Anatomischen und Zootomischen Museums. Zwischen 1840 und 1856 bekleidete er mehrfach das Dekanat der Medizinischen Fakultät und war zwei Semester lang Prorektor der Universität.
Huschke wurde im Februar 1837 Hofrat, im Februar 1847 Geheimer Hofrat. Im Februar 1852 wurde er zum Ritter des Weimarer Hausordens erhoben.
In ihrem Gründungsjahr 1846 wurde er zum ordentlichen Mitglied der Königlich Sächsischen Gesellschaft der Wissenschaften gewählt. Im Oktober 1849 wurde er Mitglied der Deutschen Akademie der Naturforscher Leopoldina mit dem Beinamen „Varolius“.
Nach Huschkes Tod 1858 wurde sein Lehrgebiet auf mehrere Professuren aufgeteilt. Sein Nachfolger als Professor für Anatomie wurde Carl Gegenbaur (1826–1903); in der Physiologie folgte ihm 1859 Albert von Bezold als Professor. Im Wintersemester 1860/61 wurde das Institut für Zoologie gegründet, dessen Leitung 1862 dem jungen Ernst Haeckel anvertraut wurde.

## Familie

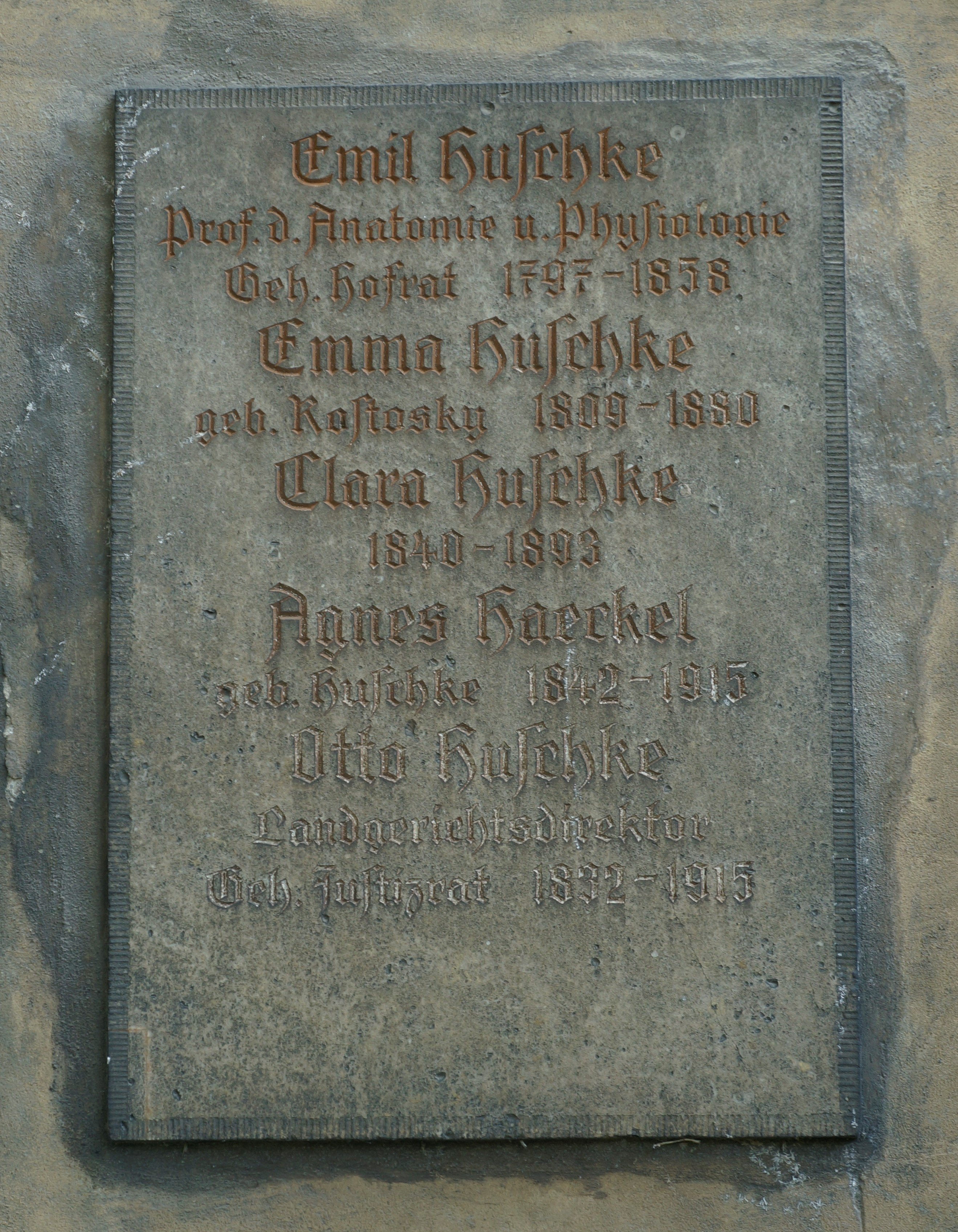
Grabplatte von Emil Huschke und seiner Familie an der Südwand der Friedenskirche auf dem Johannisfriedhof (Jena)

Emil Huschke verehelichte sich am 3. Juni 1830 in Bonnrode mit Emma Rostosky (* 26. September 1809 in Bonnrode; † 9. Mai 1880 in Jena), Tochter des Klostergutsbesitzers und Preußischen Amtmanns in Bonnrode Erhard Rostosky (1776–1823). In der Ehe wurden sechs Kinder geboren:
- Otto (* 6. Oktober 1832[14]; † 13. August 1915) wurde Jurist in Auma und Gera und hielt freundschaftlichen Kontakt zur Familie seiner Schwester Agnes.[15] Sein Sohn:
  - Konrad Huschke (1875–1956) wurde ebenfalls Jurist, machte sich aber als Musikschriftsteller bekannt. Sein Sohn:
    - Wolfgang Huschke (1911–2000) erforschte die Genealogie der Familie Huschke. Sein Sohn:
      - Wolfram Huschke (* 1946) wurde Musikwissenschaftler in Weimar.
- Bertha (* 6. Juli 1834[16]), unverheiratet, verunglückte tödlich am 5. März 1870 im Genfer See in Montreux.[17]
- Hermann Friedrich Alfred, geboren und gestorben 1836.[18]
- Marie Ida Dorette (* 31. Juli 1837; † 24. Oktober 1912 in Berlin) verehelichte sich am 3. September 1863 mit Ernst Heinrich Reimer (1833–1897), Verlagsbuchhändler in Berlin, Sohn von Georg Ernst Reimer (1804–1885).
- Clara (* 11. April 1840[19]; † 18. Dezember 1893[20]) blieb unverheiratet und war der gute Geist ihrer Geschwister.[21]
- Agnes (* 26. Oktober 1842[22]; † 21. April 1915[23]) heiratete im August 1867[24] den Zoologen Ernst Haeckel, der 1860 nach Jena gekommen war, um sich dort zu habilitieren, und nach kurzer Ehe 1864 verwitwet war. Ihr Sohn:
  - Walter Haeckel (1868–1939) beschrieb 1929 die Ehe seiner Eltern und 1931 einige Erinnerungen an seine Großmutter Emma und ihr Wohnhaus mit den Lebensspuren (u. a. einem Mahagoniflügel) des Großvaters Emil, der ein begeisterter Beethovenspieler war.[25]

Emil Huschke wurde am 21. Juni 1858 in einem Erbbegräbnis beigesetzt, das die Familie im selben Jahr – offenbar für diesen Anlass – erworben hatte. Dort ruhen auch seine Ehefrau Emma und ihre Kinder Otto, Clara und Agnes. Bei Agnes ist auch die Urne ihrer jüngsten Tochter Emma Haeckel (1873–1946) bestattet.

## Rezeption
Die Philosophin Margarete Maurer veröffentlichte im Jahr 2000 in der Zeitschrift Wechselwirkung einen Artikel unter dem Titel Hirnforschung, Geschlechterkampf und Politik. In Befassung mit der Rolle kultureller Hintergrundannahmen für die Interpretation von Forschungskonzepten und der Frage, wie es auf wissenschaftlicher Grundlage zur Entwicklung von sexistischen und rassistischen Theorien kommen konnte, widmete sie sich unter anderem dem Werk Huschkes. Dabei nahm sie Bezug auf die Positionen der Anthropologischen Gesellschaft Londons (1863–1871), deren Mitglieder laut Maurer ein Interesse daran hatten, Frauen als potentielle Mitglieder auszuschließen. Argumente lieferte beispielsweise Emil Huschke 1854 mit seiner Schrift Schädel, Hirn und Seele des Menschen und der Thiere nach Alter, Geschlecht und Raçe, usw. Sein Werk habe den Versuch dargestellt, die Anthropologie der Geschlechter „auf den damals neuesten wissenschaftlichen Stand zu bringen“ und sollte dazu dienen, „die  Auffassung einer unterschiedlichen 'Wesensart' der Geschlechter biologisch zu begründen bzw. bestimmte geistige und seelische geschlechtsspezifische 'Merkmale' – in Zusammenhang mit einer lokalisationstheoretisch begründeten Gehirnzentrenlehre – als von Natur aus gegeben darzustellen“. Maurer kam zu dem Schluss, „daß es – aus der Sicht der damaligen Akteure – nicht mangelnde wissenschaftliche Objektivität war, welche zu sexistischan (und rassistischen) Theorien führte, sondern daß man(n) ganz im  Gegenteil gerade der Überzeugung war, sich in der Konzeption und Entwicklung biologistischer Ansätze, Modelle und Theorien zu Recht auf die Empirie zu berufen und Objektivitat und Allgemeingültigkeit beanspruchen zu können“.

## Schriften (Auswahl)
- Dissertatio inauguralis medica sistens quaedam de organorum respiratoriorum in animalium serie metamorphosi generatim scripta et de vesica natatoria piscium quaestionem. Inauguraldissertation Jena 12. März 1818. Digitalisat.
- Mimices et physiognomices. Fragmentum physiologicum. Habilitation Jena 28. Juli 1821. Digitalisat.
  - Mimische und physiognomische Studien. Radebeul-Dresden 1931.
- Ueber thierische Bewegung und ihre Organe. In: Isis Jg. 1822, zweyter Band, Spalte 790–812.
- De pulmonum quadruplicitate. Programm Jena 1. November 1823. Digitalisat.
- Beiträge zur Physiologie und Naturgeschichte. Erster Band Ueber die Sinne. Weimar 1824. Digitalisat.[29]
- Bemerkungen zur Anatomie der Sinnesorgane und der Kinnladen. In: Isis Jg. 1825, Erster Band, Spalte 1101–1115 mit Taf. XI.
- Ueber die Umbildung des Darmcanals und der Kiemen der Froschquappen. In: Isis Jg. 1826, Spalte 613–627.
- Ueber die Textur der Nieren. In: Isis 1828, Spalte 560–572 mit Tafel VIII.
- Ueber die erste Entwickelung des Auges und die damit zusammenhängende Cyclopie. In: Archiv für Anatomie und Physiologie. 6. Band, Jg. 1832, S. 1–47.
- Versuch einer Theorie der Sympathie. In: Isis 1833, Spalte 679–696.
- Untersuchungen über einige Streitpunkte in der Anatomie des menschlichen Auges. In: Zeitschrift für die Ophthalmologie 3. Band, 1833, S. 1–29.
- Ueber einige Streitpuncte aus der Anatomie des Auges. In: Zeitschrift für die Ophthalmologie 4. Band, 1835, S. 272–295 mit Taf. II.
- Ueber die Gehörzähne, einen eigenthümlichen Apparat in der Schnecke des Vogelohrs. In: Archiv für Anatomie, Physiologie und wissenschaftliche Medicin. Jg. 1835, S. 335–346 mit Tab. VII.
- Cranioscopie. In: Neue Jenaische Allgemeine Literatur-Zeitung 1. Jg., 9. Juni 1842, S. 569–572.
- Rede über den Einfluß der Naturwissenschaften bei Übernahme des Protectorates an der Universität zu Jena : am 6. August 1842. Leipzig 1842.
- Samuel Thomas von Soemmerring: Lehre von den Eingeweiden und Sinnesorganen des menschlichen Körpers. Umgearbeitet und beendigt von E. Huschke. Leipzig 1844. Digitalisat.
- L. Oken. Gedächtnisrede. In: Akademische Monatsschrift. Centralorgan für die Gesammtinteressen deutscher Universitäten. (Der „Deutschen Universitäts-Zeitung“ dritter Jahrgang.) 1851, S. 494–506.
- Untersuchungen über die Windungen des kleinen Gehirns. In: Berichte über die Verhandlungen der Königlich Sächsischen Gesellschaft der Wissenschaften zu Leipzig. Mathematisch-physische Classe. Jg. 1853. Leipzig o. J., S. 142–154.
- Schædel, Hirn und Seele des Menschen und der Thiere nach Alter, Geschlecht und Raçe dargestellt nach neuen Methoden und Untersuchungen. Jena 1854. Digitalisat.
- Über Craniosclerosis totalis rhachitica und verdickte Schädel überhaupt nebst neuen Beobachtungen jener Krankheit. Ein monographisches Programm zu dem dreihundertjährigen Jubelfest der Universität Jena. Jena 1858. Digitalisat.

### Phantom
Von Doering 1845 angegeben und seither allenthalben aufgeführt:
- De embryologia hominis. Jena 1820.

Eine solche Schrift ist nirgends nachgewiesen.